# Núcleo gustativo

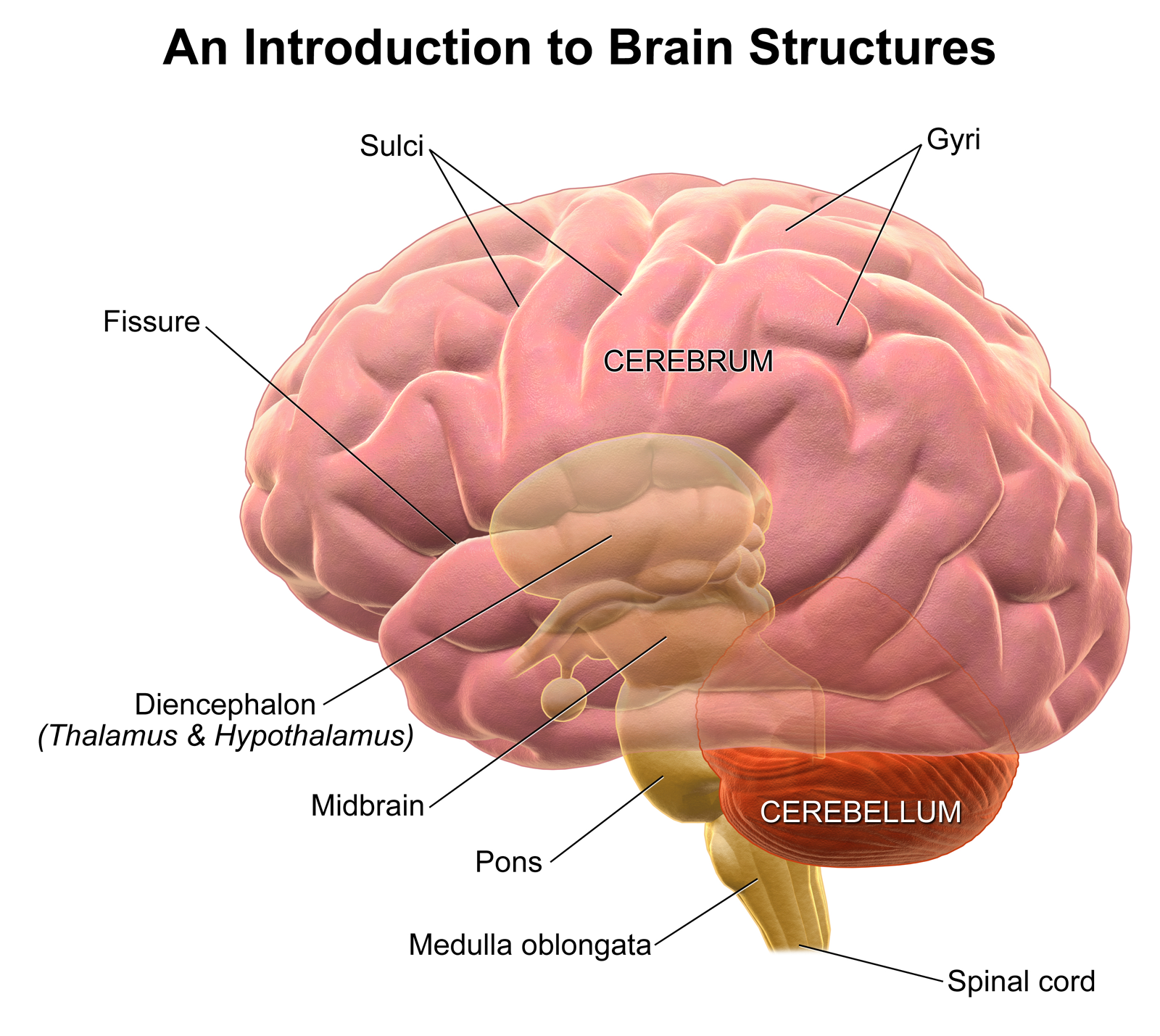
Ubicación de estructuras conectadas al núcleo gustativo.

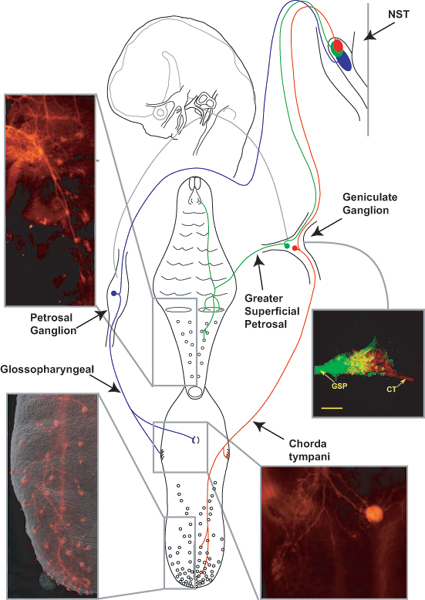
Neuroanatomía básica del sistema gustativo.

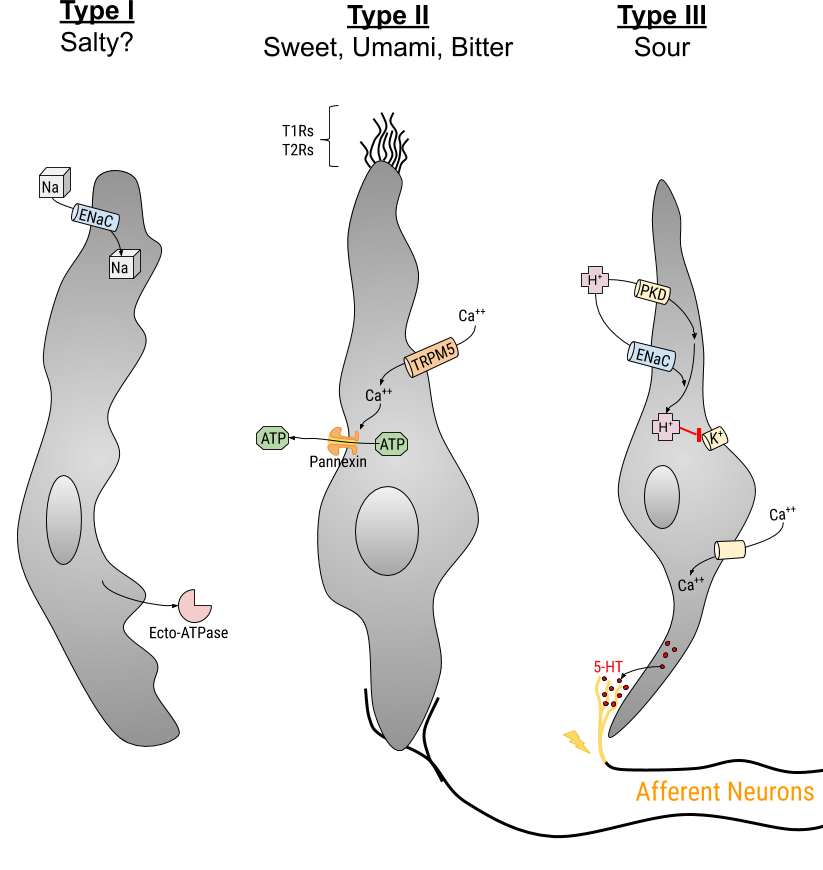
Diferentes receptores del gusto en la lengua y sus conexiones con las neuronas aferentes.

El núcleo gustativo es la parte rostral del núcleo solitario ubicado en la médula. El núcleo gustativo está asociado con el sentido del gusto  y tiene dos secciones, las regiones rostral y lateral.  Existe una estrecha asociación entre el núcleo gustativo y la información visceral para esta función en el sistema gustativo, ayudando a la homeostasis - a través de la identificación de alimentos que podrían ser posiblemente venenosos o perjudiciales para el organismo. Hay muchos núcleos gustativos en el tronco encefálico. Cada uno de estos núcleos corresponde a tres nervios craneales, el nervio facial (VII), el nervio glosofaríngeo (IX) y el nervio vago (X)  y el GABA es el principal neurotransmisor inhibidor implicado en su funcionalidad. Todas las aferencias viscerales de los nervios vago y glosofaríngeo llegan primero al núcleo del tracto solitario y la información del sistema gustativo puede luego transmitirse al tálamo y la corteza. 
Los axones centrales de las neuronas sensoriales primarias del sistema gustativo en los ganglios de los nervios craneales conectan con regiones laterales y rostrales del núcleo del tracto solitario que se encuentra en la médula y también se conoce como núcleo gustativo. El núcleo gustativo más pronunciado es la tapa rostral del núcleo solitario que se encuentra en la unión ponto-medular. Las fibras gustativas aferentes del facial y de los nervios facial y glosofaríngeo se envían al núcleo solitario. A continuación, el sistema gustativo envía información al tálamo que, en última instancia, envía información a la corteza cerebral.
Cada núcleo del sistema gustativo puede contener redes de neuronas interconectadas que pueden ayudar a regular los ritmos de disparo de unas y otras. Los peces (concretamente el bagre de canal), se han utilizado para estudiar la estructura, el mecanismo de activación y su integración con el núcleo solitario. El núcleo gustativo secundario contiene tres estructuras subnucleares: un subnúcleo medial, central y dorsal (con el central y el dorsal situados en la zona rostral del núcleo gustativo secundario). 
Además, el núcleo gustativo está conectado a través de la protuberancia con el sistema talamocortical formado por el hipotálamo y la amígdala. Estas conexiones pueden estimular el apetito, la satisfacción y otras respuestas homeostáticas relacionadas con la alimentación.Distribuidas por el epitelio dorsal de la lengua, el paladar blando, la faringe y la parte superior del esófago hay papilas gustativas que contienen células gustativas, que son receptores periféricos que intervienen en el sistema gustativo y reaccionan a estímulos químicos. Las diferentes secciones de la lengua están inervadas por los tres nervios craneales. El nervio facial (VII) inerva los dos tercios anteriores de la lengua, el nervio glosofaríngeo (IX) inerva el tercio posterior y el nervio vago (X) inerva la epiglotis. 
En el estudio del núcleo suelen intervenir organismos modelo como peces, hámsters y ratones. Los estudios con humanos implican resonancias magnéticas y tomografías por emisión de positrones. Un estudio realizado en monos descubrió que cuando se consume un alimento determinado hasta el punto de que el mono está lleno y satisfecho, neuronas orbitofrontales específicas del mono dirigen su disparo hacia ese estímulo, lo que indica que estas neuronas se utilizan para motivar tanto a comer como a no comer. Además, el sistema gustativo se ha estudiado mucho en algunas especies de peces ciprinoideos y cobitoideos debido a sus nervios gustativos periféricos enormemente hipertrofiados. La principal diferencia entre la estructura neural gustativa de los peces y la rata es que el núcleo gustativo secundario de los peces se proyecta al lobulillo lateral del lóbulo interior del diencéfalo, mientras que en la rata, el núcleo gustativo secundario se proyecta a un área talámica específica del complejo ventrobasal y al cerebro anterior ventral y al diencéfalo rostroventral. 

## Mecanismo

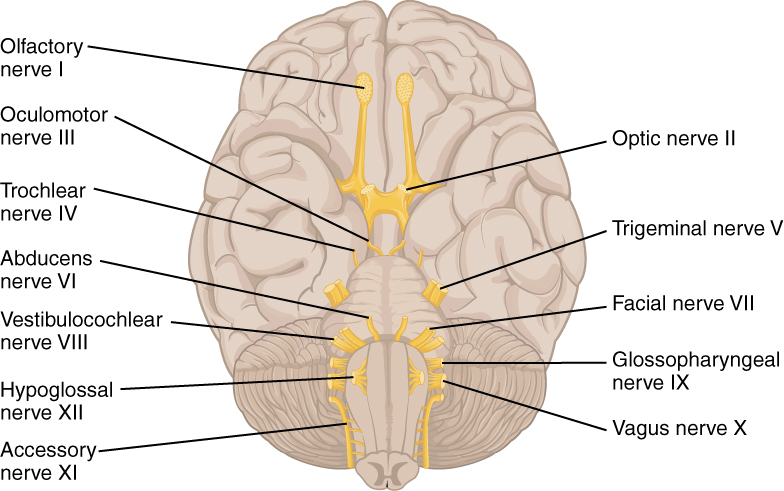
Tres de los doce nervios craneales envían información al núcleo gustativo: el nervio facial (VII), el nervio glosofaríngeo (IX) y el nervio vago (X).

Las células gustativas hacen sinapsis con los axones sensoriales primarios de tres nervios craneales: el nervio facial, el nervio glosofaríngeo y el nervio vago. Estos nervios craneales inervan las papilas gustativas de la lengua, el paladar, la epiglotis y el esófago. Las neuronas sensoriales primarias de estos axones centrales se encuentran en los ganglios craneales de cada nervio craneal respectivo. Para producir el sentido del gusto, estas neuronas se proyectan al núcleo gustativo o a las regiones rostral y lateral del núcleo del tracto solitario y, en última instancia, se proyectan a la corteza cerebral.
La lengua contiene receptores gustativos, que envían información sensorial a través de un potencial de acción al núcleo solitario. A continuación, dicha señal se dirige hacia el núcleo gustativo, que se encuentra dentro del tálamo. La topografía de la lengua no determina la disposición y el procesamiento de la entrada dentro de este núcleo. En su lugar, la información de procesamiento de los núcleos gustativos individuales está influenciada por poblaciones separadas de papilas gustativas. Algunos ejemplos de nervios craneales gustativos que inervan las papilas gustativas y están conectados a este núcleo son la cuerda timpánica y la rama lingual de los nervios glosofaríngeos.
Las sustancias gustativas son las moléculas químicas que proporcionan el estímulo para la percepción del gusto. La concentración de este estímulo gustativo es lo que dicta la intensidad de la sensación gustativa que se percibe. Además, la concentración umbral para un grado requerido de sensación varía en función del degustante específico. Sin embargo, en general, las concentraciones umbral de los degustantes son muy elevadas en comparación con otros estímulos sensoriales, como los odorantes. 

## Núcleo gustativo y obesidad
Numerosos estudios han investigado la conexión entre el núcleo gustativo y la obesidad; un aumento de la grasa visceral se correlaciona negativamente con la función gustativa. Tanto en humanos como en ratas, la sensibilidad gustativa cambia con el peso corporal, especialmente las cualidades gustativas dulces y grasas que señalan una alta disponibilidad de energía. El nucleus tractus solitarii (NTS), que incluye el núcleo gustativo, tiene neuronas que expresan muchos receptores diferentes que informan a los organismos de su estado interno y participan en la regulación homeostática de la ingestión. Esto demuestra el papel del gusto como regulador sensorial del consumo de alimentos que produce respuestas diferentes en función de la composición química de un alimento. Sin embargo, en ratas y seres humanos con obesidad, se produce una reducción de la expresión de las células receptoras del gusto, así como una menor activación de las mismas.
En un estudio, se investigó el efecto de la obesidad en las respuestas a los estímulos gustativos en el NTS registrando las respuestas gustativas de células individuales en esta región sensorial de ratas con obesidad inducida por una dieta alta en energía y ratas delgadas alimentadas con una dieta normal. Los resultados del estudio mostraron que las ratas con obesidad inducida por la dieta producen una respuesta gustativa más prevalente en el núcleo gustativo del NTS, así como una asociación debilitada entre las respuestas gustativas y el comportamiento ingestivo en comparación con las ratas delgadas. Además, también se descubrió que las respuestas a los estímulos gustativos en las ratas con obesidad eran más pequeñas, más cortas y se producían en latencias más largas en comparación con las de las ratas delgadas. Estos registros electrofisiológicos crean una conexión entre el núcleo gustativo y la obesidad, ya que la exposición a una dieta rica en energía puede alterar la forma en que el sistema nervioso codifica el gusto. Tanto en humanos como en ratas con obesidad, las respuestas gustativas son más cortas y débiles y pueden tener un gran impacto en cómo el tronco encefálico representa los estímulos gustativos. En última instancia, esto afecta a la elección de alimentos y al peso corporal, lo que se traduce en un posible aumento del consumo de alimentos de alto valor energético, como los azúcares y las grasas. 